# Family on Fire
Family on Fire es una película nigeriana de 2011 producida y dirigida por Tade Ogidan. Está protagonizada por Saheed Balogun, Segun Arinze, Sola Fosudo y Sola Sobowale. Se estrenó el 4 de noviembre de 2011 en The Lighthouse Hall, Camberwell Road, Londres.
La película cuenta con un elenco conformado por Kunle Afolayan, Richard Mofe Damijo, Ramsey Nouah, Teju Babyface y Bimbo Akintola. Se estrenó en el estado de Lagos, en abril de 2012.

## Sinopsis
Kunle (Saheed Balogun) comete una falta tan grave que pone a su familia en problemas. En Lagos, escondió cocaína en el equipaje de su madre (Lanre Hassan) antes de visitar a sus hermanos en Londres. Su madre logra escapar por poco de los oficiales de inmigración británicos. Un vuelo reprogramado a Reino Unido frustra los planes de recuperar la droga ilegal. Antes de su llegada, la esposa del hijo mayor, Femi, (Sola Sobowale) lo ve por casualidad mientras desempaca los alimentos rellenos junto con la droga. La sustancia ilegal termina siendo robada, enfureciendo a Don (Segun Arinze) y su pandilla, que desatan el terror en la familia de Kunle.

## Reconocimientos
Recibió dos nominaciones en la octava edición de los Premios de la Academia del Cine Africano celebrados el 22 de abril de 2012 en el Expo Center, Eko Hotel & Suites en Lagos, Nigeria. Fue nominada a Mejor Película Nigeriana y Mejor Película en Lengua Africana. Ambas categorías fueron ganadas por Adesuwa y State Of Violence respectivamente.